# Орден Вранішнього Сонця
Орден Вранішнього сонця, Орден Ранкового сонця, (яп. 旭日章 кіокудзіцусьо; англ. Order of the Rising Sun) — перший національний орден Японії. Третя за значимістю японська нагорода, після ордена Хризантеми та ордена Квітів павловнії. Заснований декретом Державної ради Японської імперії від 10 квітня 1875 року. Має 6 ступенів. Орденом нагороджуються як японці, так й іноземці. До реформи 2003 року орденом Вранішнього сонця нагороджувалися тільки чоловіки — як за військові, так і цивільні заслуги, орден мав 8 ступенів. Після реформи, обмеження щодо жінок були прибрані, орденом нагороджуються японці та іноземці за цивільні заслуги, 7-мий та 8-мий ступені прибрані й замінені Орденом Квітів павловнії.

## Ступені
Орден має шість ступенів (до 2003 року — вісім). Перший ступінь спершу був розділений на два класи — «Орден Вранішнього сонця з квітами павловнії», як найвищий ступінь ордену, і «Орден Вранішнього сонця на великій стрічці». У наш час[коли?] орден Вранішнього сонця з квітами павловнії виділений в окрему нагороду — Орден Квітів павловнії, що займає в нагородній системі Японії другу позицію після ордену Хризантеми.
Ступені Ордену Вранішнього сонця:
- 1 ступінь — знак ордена на великій стрічці, зірка.
- 2 ступінь — знак ордена на шийній стрічці, зірка.
- 3 ступінь — знак ордена на шийній стрічці.
- 4 ступінь — знак ордена на нагрудній колодці з розеткою.
- 5 ступінь — знак ордена на нагрудній колодці.
- 6 ступінь — знак ордена меншого розміру, аніж попередній ступінь, на нагрудній колодці.

## Кавалери ордену з України
З українців орденом Вранішнього сонця нагороджені перекладачі Іван Дзюб, Іван Бондаренко, сходознавці Борис Яценко, Володимир Резаненко і Володимир Пирогов, а також дипломат Микола Кулінич, Мирон Федоришин.

## Знаки ордену

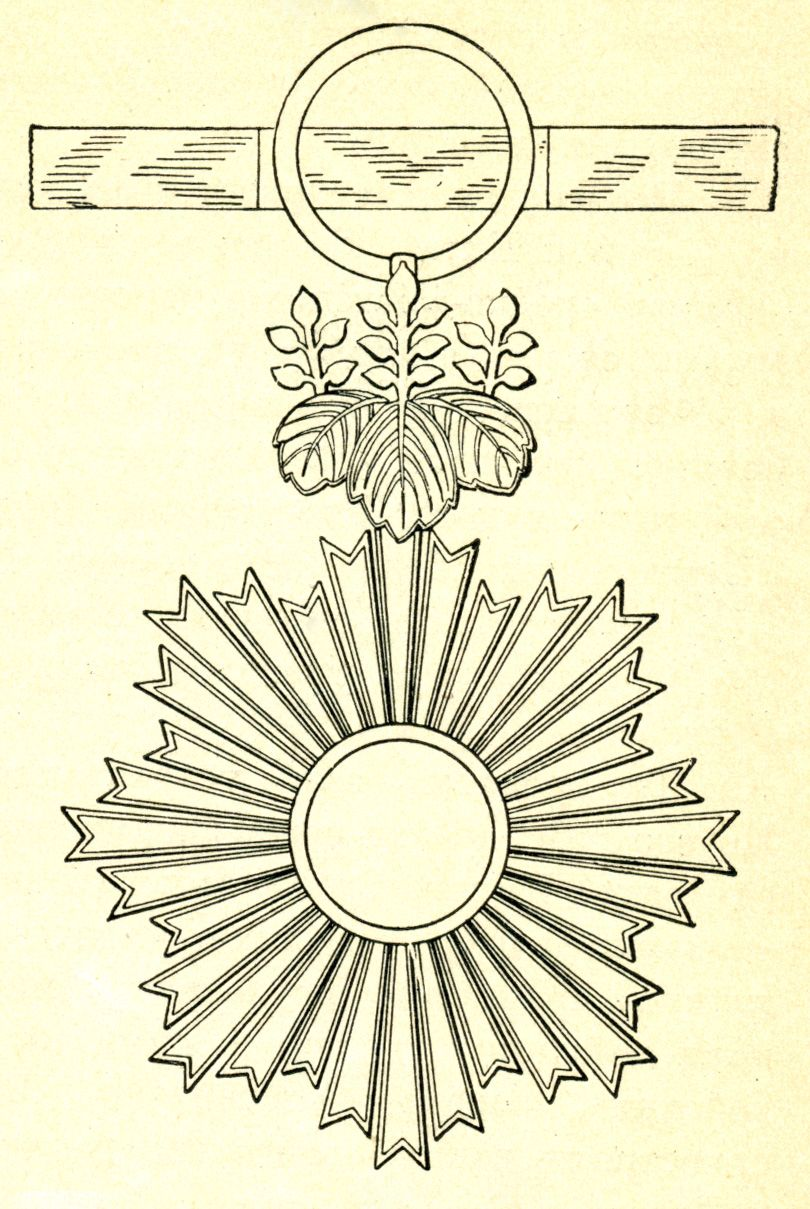
Орден Вранішнього сонця I ступеня (1902 рік)